# Championnat d'Égypte de football 1978-1979
Navigation
Saison précédente Saison suivante
La saison 1978-1979 du Championnat d'Égypte de football est la 23e édition du championnat de première division égyptien. Douze clubs égyptiens prennent part au championnat organisé par la fédération. Les équipes sont regroupées au sein d'une poule unique où elles rencontrent leurs adversaires deux fois, à domicile et à l'extérieur. À l'issue du championnat, pour faire passer le championnat de 12 à 16 clubs, aucune équipe n'est reléguée tandis que les quatre meilleures équipes de D2 sont promues parmi l'élite.
C'est le club d'Al Ahly SC qui remporte la compétition, après avoir terminé -invaincu- en tête du classement final, avec sept points d'avance sur tenant du titre, le Zamalek SC et onze sur le Ghazl El Mahallah. C'est le 15e titre de champion d'Égypte de l'histoire du club.

## Les clubs participants
| - Al Ahly SC - Tersana SC - Zamalek SC - Ittihad Alexandrie - Ismaily SC - Suez El-Riyadi | - Ala'ab Damanhour - Promu de D2 - Al Olympi - Al-Moqaouloun - Promu de D2 - Al-Masry Club - Al Mansourah Sporting Club - Ghazl El Mahallah |

## Compétition

### Classement
Le classement est établi sur le barème de points classique (victoire à 2 points, match nul à 1, défaite à 0).
| Rang | Équipe                     | Pts | J  | G  | N  | P  | Bp | Bc | Diff |
| ---- | -------------------------- | --- | -- | -- | -- | -- | -- | -- | ---- |
| 1    | Al Ahly SC                 | 36  | 22 | 14 | 8  | 0  | 36 | 7  | +29  |
| 2    | Zamalek SC T C             | 29  | 22 | 10 | 9  | 3  | 33 | 16 | +17  |
| 3    | Ghazl El Mahallah          | 25  | 22 | 8  | 9  | 5  | 17 | 14 | +3   |
| 4    | Al-Moqaouloun P            | 24  | 22 | 6  | 12 | 4  | 19 | 18 | +1   |
| 5    | Al Mansourah Sporting Club | 21  | 22 | 6  | 9  | 7  | 13 | 13 | 0    |
| 6    | Al-Masry Club              | 21  | 22 | 6  | 9  | 7  | 22 | 23 | -1   |
| 7    | Ittihad Alexandrie         | 21  | 22 | 6  | 9  | 7  | 14 | 16 | -2   |
| 8    | Tersana SC                 | 21  | 22 | 7  | 7  | 8  | 11 | 19 | -8   |
| 9    | Suez El-Riyadi             | 20  | 22 | 6  | 8  | 8  | 16 | 20 | -4   |
| 10   | Ismaily SC                 | 19  | 22 | 7  | 5  | 10 | 21 | 23 | -2   |
| 11   | Al Olympi                  | 19  | 22 | 5  | 9  | 8  | 14 | 17 | -3   |
| 12   | Ala'ab Damanhour P         | 8   | 22 | 1  | 6  | 15 | 8  | 38 | -30  |

| Légende : Qualifications et relégations | Légende : Qualifications et relégations                                |
| --------------------------------------- | ---------------------------------------------------------------------- |
|                                         | Champion d'Égypte 1978-1979                                            |
|                                         | T : Tenant du titre C : Vainqueur de la Coupe d'Égypte P : Promu de D2 |

## Bilan de la saison
| Championnat d'Égypte de football 1978-1979 |                                 |
| Champion                                   | Al Ahly SC (15e titre)          |
| Coupes et trophées                         |                                 |
| Vainqueur de la Coupe d'Égypte 1978-1979   | Zamalek SC                      |
| Promotions et relégations                  |                                 |
| Promus en Egyptian Premier League          | Al Koroum                       |
| Promus en Egyptian Premier League          | Esco                            |
| Promus en Egyptian Premier League          | Tanta FC                        |
| Promus en Egyptian Premier League          | Factory 36                      |
| Relégués en Egyptian Second League         | Aucun (passage de 12 à 16 club) |